# Radium (álbum)
Radium es el tercer álbum de Ruoska, lanzado el 22 de marzo de 2005.

## Lista de canciones
1. Veriura - 4:19
2. Kosketa - 3:50
3. Käärmeenpesä - 4:57
4. Irti - 3:43
5. Tuonen viemää - 3:47
6. Kiiraslapsi - 3:55
7. Multaa ja loskaa - 3:51
8. Narua - 3:58
9. Rumavirsi - 3:24
10. Herraa hyvää kiittäkää - 3:29
11. Isän kädesta - 4:00